# Виноградская, Голда Евгеньевна
Голда Евгеньевна Виноградская (имя при рождении Ольга; род. 4 мая 1974) — украинский модельер и общественный деятель.

## Биография
Родилась 4 мая 1974 г. во Львове в семье преподавателей. Бабушка — Голда Виноградская была известным мастером по пошиву одежды, работала в Париже.
Ольга окончила школу с медалью, в 18 лет сменила имя на Голда в честь своей бабушки.

## Карьера
Дизайнерской деятельностью занялась с 2005 года, приняв участие в конкурсе «Автограф». После этого открыла ателье и создала первую коллекцию для Ukranianfashionweek.
С 2006 стала учредителем и директором французско-украинской компании Joliedame, специализирующейся на разработках и пошиве женских и детских коллекций.
1 октября 2014 создала проект «FashionGlobusUkraine».

### Коллекции
- Форма для авиалиний украинской компании Atlass-jet
- «Прогулка под луной» (Киев 2006) Октябрьский Дворец.
- «Элегантный оптимизм» (Киев 2009)
- «Львовская симфония» (Париж 2009)
- «Защищенная красота» (Киев 2010)
- «Платье для Принцессы» (Абу-Даби 2010)
- «Красивая женщина» (Париж 2011)
- «В пяти минутах от счастья» (Лондон 2012)
- «Алиса в стране чудес» (Львов 2012)
- «Алые паруса» (Вильнюс 2012)
- «Нежность осеннего перламутра» — (Москва 2013)
- «Все буде добре!» (Нью Йорк 2014)[5]

## Общественная деятельность
2011 г — проект GoldFashionDay — турне по Украине с показом коллекции «Женщина должна быть здоровая, красивая и счастливая. А больше она никому ничего не должна». Цель проекта — популяризация моды среди населения, шаг навстречу людям из столицы в другие города и проведение благотворительных мероприятий.
1 октября 2014 г — открытие волонтерского проекта помощи украинской армии «FashionGlobusUkraine», объединяющего украинских дизайнеров с целью поддержки единства страны и развития отечественной легкой промышленности.